# 赖丁山国家公园
赖丁山国家公园是加拿大马尼托巴湖的国家公园，位于曼尼托巴悬崖的顶上。覆盖了2,969 km2（1,146 sq mi）的保护区，草木丛生的风景区与周围的草原农庄相得益彰。因保护着与众不同的生态系统，如草地、高地和东部和北方珍稀的森林而被指定为国家公园。公园是狼、驼鹿、麋鹿和黑熊以及上百种鸟类和数不胜数昆虫和北美野牛群种的天堂。经由10号公路极易到达公园。南部入口是瓦萨戈明城，是公园边界线上的商业中心。
1929年，公园受到保护，20世纪30年代，加拿大大萧条救济计划的劳工参与创建了大部分公共基础设施。早期基础设施仍存留于今。二次世界大战中，它是战俘的庇护营，后已被拆卸。1986年，赖丁山被联合国教科文组织指定为生物圈保护区。

## 野生动物

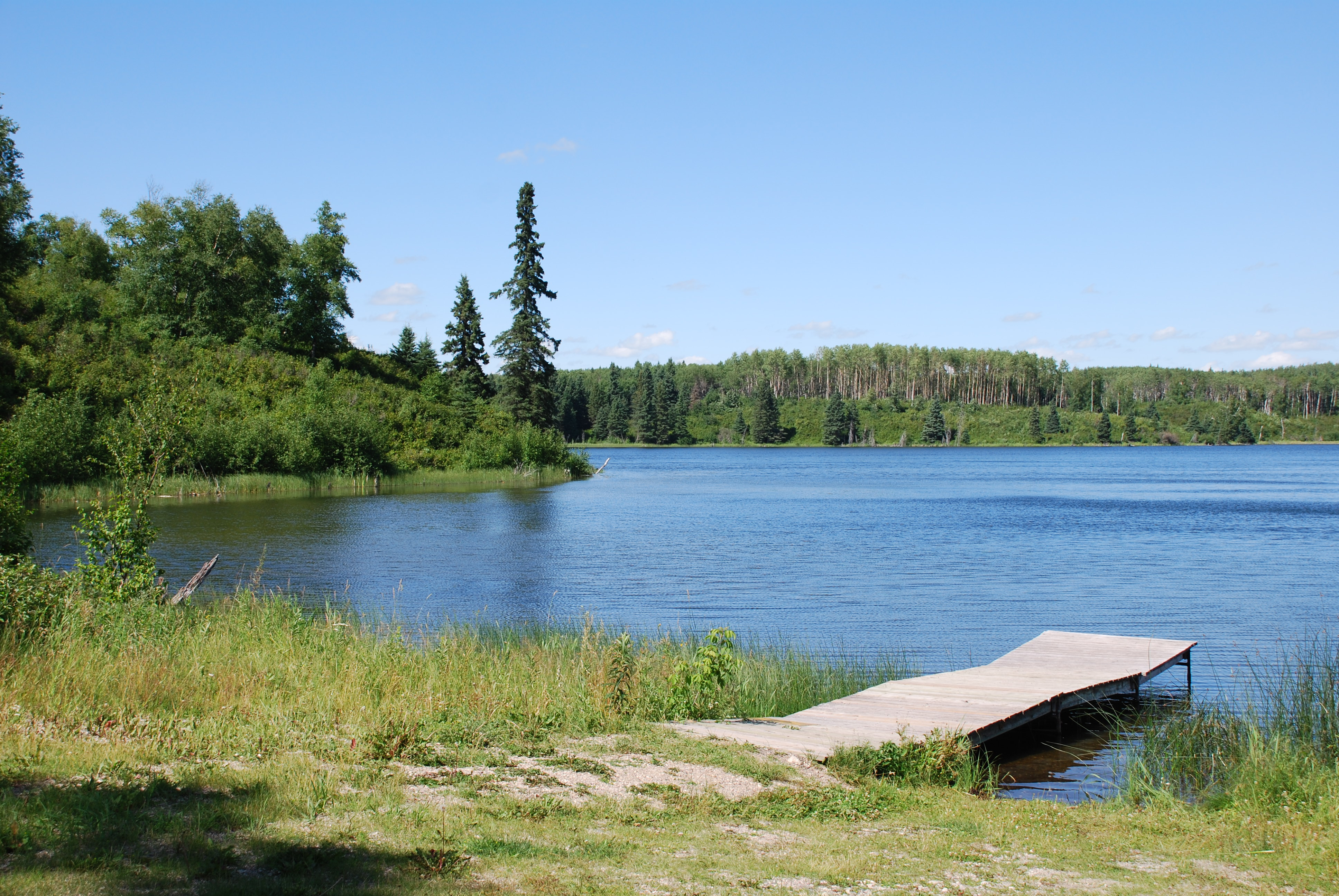
深海湖

麋鹿、驼鹿、鹿、海狸、豪猪、潜鸟、灰狼、美洲狮和加拿大鹅是赖丁山国家公园的少数动物和鸟类种数。公园以大量的北美黑熊而闻名，奥迪湖还有野牛围场。
赖丁山国家公园还以野花和独特的野生植被而闻名于世，加拿大的其他牧场区内几乎没有。

## 活动
公园内的所有活动，都要通过赖丁山国家公园管理处获得信息和批准。
- 徒步旅行

公园内拥有400KM的徒步路程。公园的地形因东侧崎岖的地势、中部高崎的常青树和西部的草甸而变化莫测。路线从部分碎石巡逻路到绿草丛生的铁路。徒步旅行的路线包括赭石河路、南峭壁路和提尔森湖路。
- 骑行

赖丁山国家公园内也提供了众多的骑行机会。路线变化多端，从中央简行平稳的滚动路，巴尔第河和斯特雷斯克莱尔路，还有驮马路和巴尔第山路。
- 骑马&马车

偏远地区的铁路会用到马。当地的旅行用品商会为独一无二的马车体验提供装备。
- 越野滑雪

赖丁山国家公园被评为最爱滑雪场。冬季铁路沿线可发现温暖的屋室和加热基地小屋。
- 摩托雪橇

公园系属联邦保护区，冬季仅有克莱尔湖冰面可用于摩托雪橇。
- 渔猎

国家公园区域内的捕鱼需要捕鱼许可。公园拥有众多干净的淡水湖泊，克莱尔湖、奥迪湖、月亮湖和惠而浦湖。克莱尔湖内拥有白鲑鱼和鲈鱼，凯瑟琳湖和深海湖还会发现数量有限的彩虹和溪红点鲑。冬季克莱尔湖允许冰上垂钓。
- 泛舟

克莱尔湖、奥迪湖和月亮湖允许使用摩托船。克莱尔湖和奥迪湖上的汽艇，经行300米可抵达月亮湖。深海湖、凯瑟琳湖和惠而浦湖和其他偏远地区的湖泊只允许非摩托船。
赖丁山国家公园禁止私人船舶的使用。
2008年，克莱尔湖只允许使用四冲程和直接注入二冲程的摩托船。其他配置的摩托船因环境因素而不允许使用。加拿大公园和加拿大皇家骑警队强制执行这一禁令。
- 独木舟&皮划艇运动

赖丁山国家公园的湖泊为独木舟和皮划艇运动提供了得天独厚的条件。惠而浦河和杰克菲斯·克里克河的河水涨高时可乘独木舟和皮划艇，通常在大雨和春季径流后。
- 航行

克莱尔湖因浩瀚广阔的面积和风的模式适用于航行。停船和聚集地位于瓦萨佳明。
- 游泳

克莱尔湖是赖丁山国家公园迄今为止最适合游泳的地区。瓦萨佳明的主海滩配备了洗浴室、更衣室和露天浴场。克莱尔湖还拥有其他海滩。其他适合游泳的湖泊还有凯瑟琳湖、奥迪湖和月亮湖。园内的多数湖泊拥有泥沙底，游泳极难进行但可行。
- 轻便潜水

克莱尔湖清澈的水源为轻便潜水提供了可能。克莱尔湖最深地带将近34.7米。
- 露营

瓦萨佳明野营地是马尼托巴湖最大的野营地。
- 帐篷

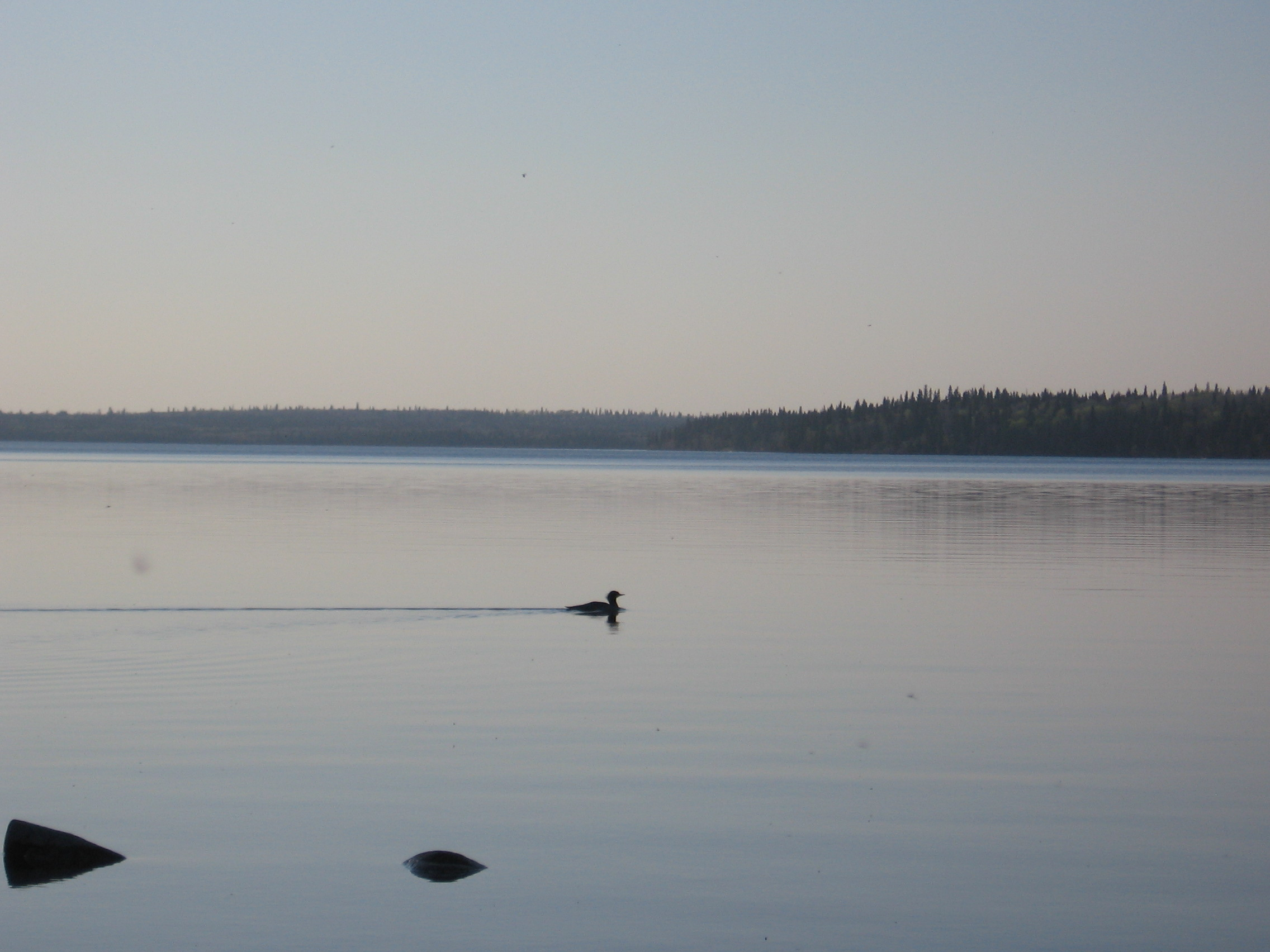
克莱尔湖上的一只鸭子。

公园内的所有野营地均可宿营。惠而浦湖野营地是指定的帐篷营地。公园的偏僻地带拥有22个户外扎营地。这些场地配有生火区、野餐桌和食物保存箱。
- 野餐

公园拥有15处野餐场地，多数沿着主干道和铁路。这些场地配有烧烤炉，多数可直达饮用水区域。
- 高尔夫

克莱尔湖的高尔夫场地位于克莱尔湖岸的公园边境。
- 网球

公园瓦萨佳明城址拥有6处专业网球场地。
- 滑板运动

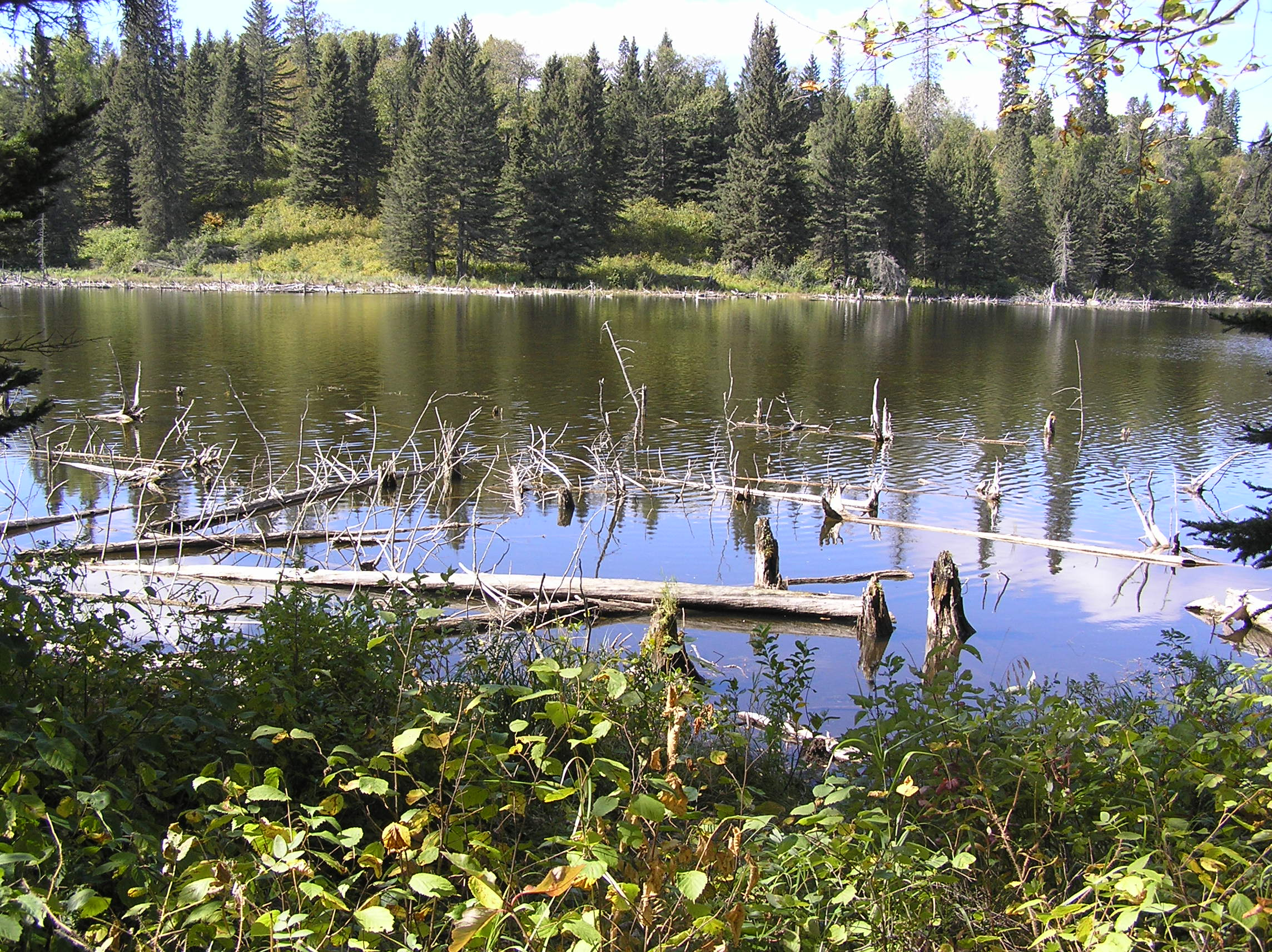
赖丁山国家公园的偏僻地带

瓦萨佳明的旧社区中心停车场附近拥有1处滑板公园。
- 赭石河道

赭石河路位于赖丁山国家公园海拔较低的区域，起源于10号公路，蜿蜒崎岖地穿行于繁茂的森林，直抵公园东北部边境的停车场。这条路的出类拔萃包括风景优美的营地、河流风景、跨河桥和宁静的森林景观。这条路适用于徒步旅行者、骑行者、骑马旅行者和滑雪者。
- 提尔森湖步道

提尔森湖步道是位于公园西部地区的多功能步道，西部公园较东部而言，森林覆盖率低，为背包客、骑马旅行者和骑自行车的人提供了露天草甸和连绵起伏的山丘风景。步道的里程为2天，背包客需11小时完成，但也可连接到附近的步道，以完成更长的步道行走。步道上有几处标记，是露天的，行者极难迷路，步道沿途拥有大而清晰的绿色标志。步道上的两处野营地，提供了公测，生火点、食物储存仓、野餐桌和大量扎帐营地。冬季雪鞋也可穿行其间，大雪之后难以行进。2011年8月11日，这条路得以维修护理。

## 灰枭
灰枭是阿奇博尔德·布莱尼（1888年9月18日—1938年4月13日）的名字，当他成年获得第一联邦身份后。他是作家，也是加拿大自然资源保护论者。他在赖丁山国家公园的小屋里住了6个月以研究野生动物，包括两只名为洛儿和罗海德的海狸。他的主要目标是在濒临灭绝的区域内重建海狸繁殖区。他对赖丁山国家公园的影响，被称为传奇和主要的史学人物。他的住处，现为“灰枭的小屋”，仍保留至今并成为著名的旅游胜地。

## 交通
赖丁山国家公园可從兩個城市搭乘汽車和巴士前往。多芬位於公园以北13公里，布兰顿位於公园以南95公里，由馬尼托巴10号公路與瓦萨戈明（Wasagaming）連接。馬尼托巴19号公路从东部进入公园。最近的商业航班位于多芬和布兰顿，最近的国际机场坐落于温尼伯。開車进入赖丁山国家公园需购买门票。
東入口因其歷史悠久且質樸的建築設計而被指定為加拿大國家歷史遺址，由加拿大建築師萨缪斯·马歇尔设计。

## 图片库

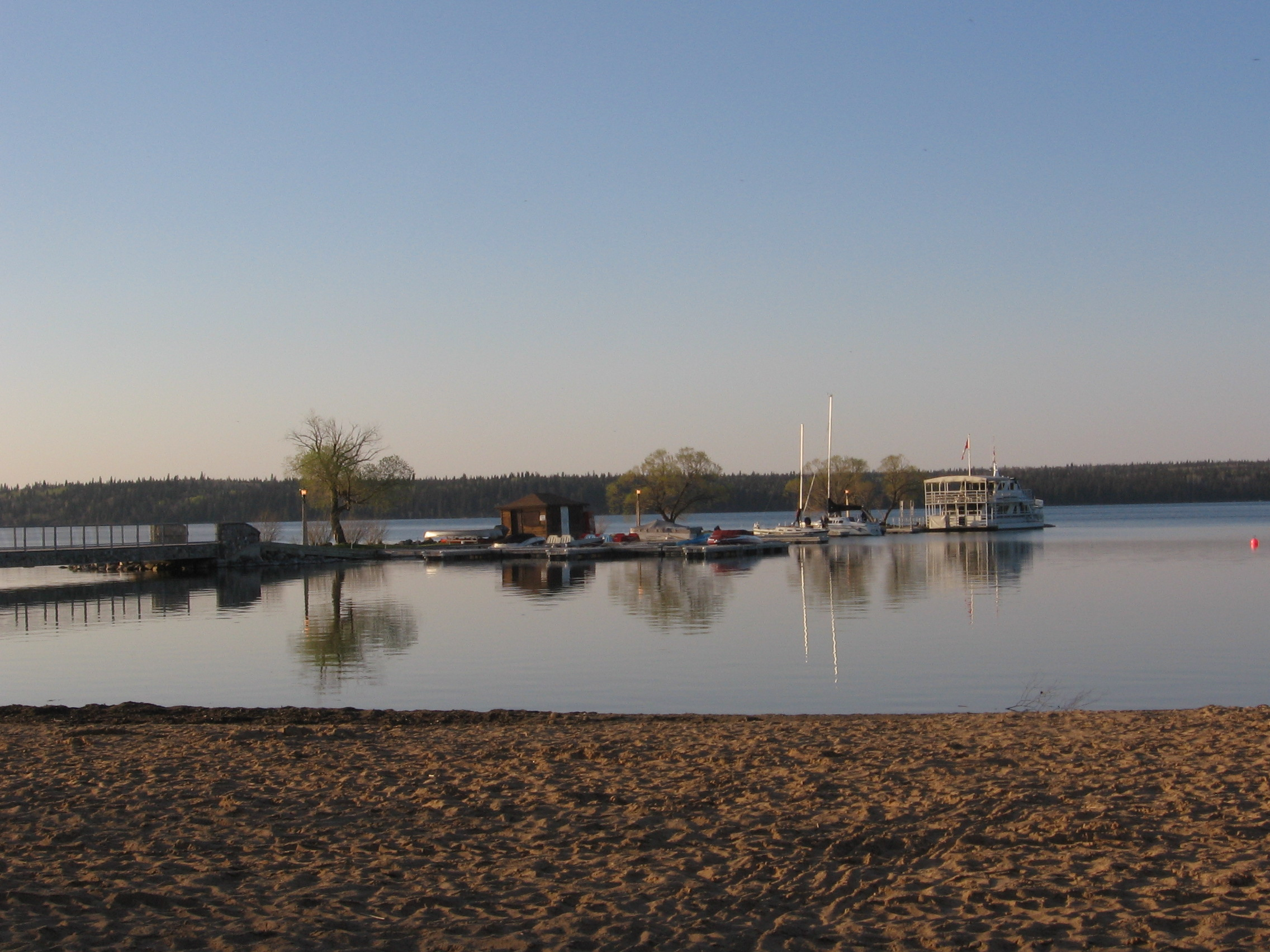
克莱尔湖的主沙滩和风景
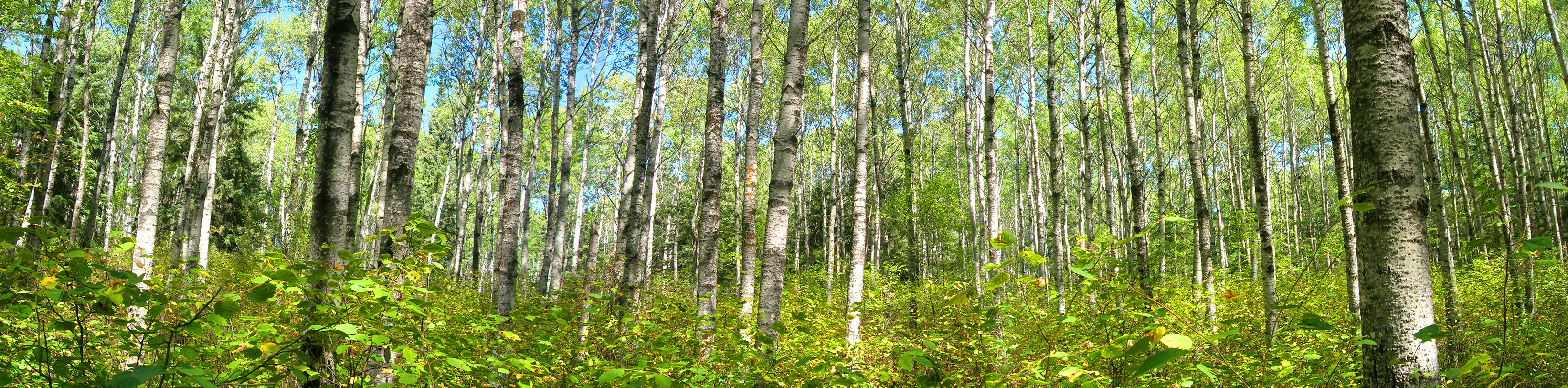
白杨木全景
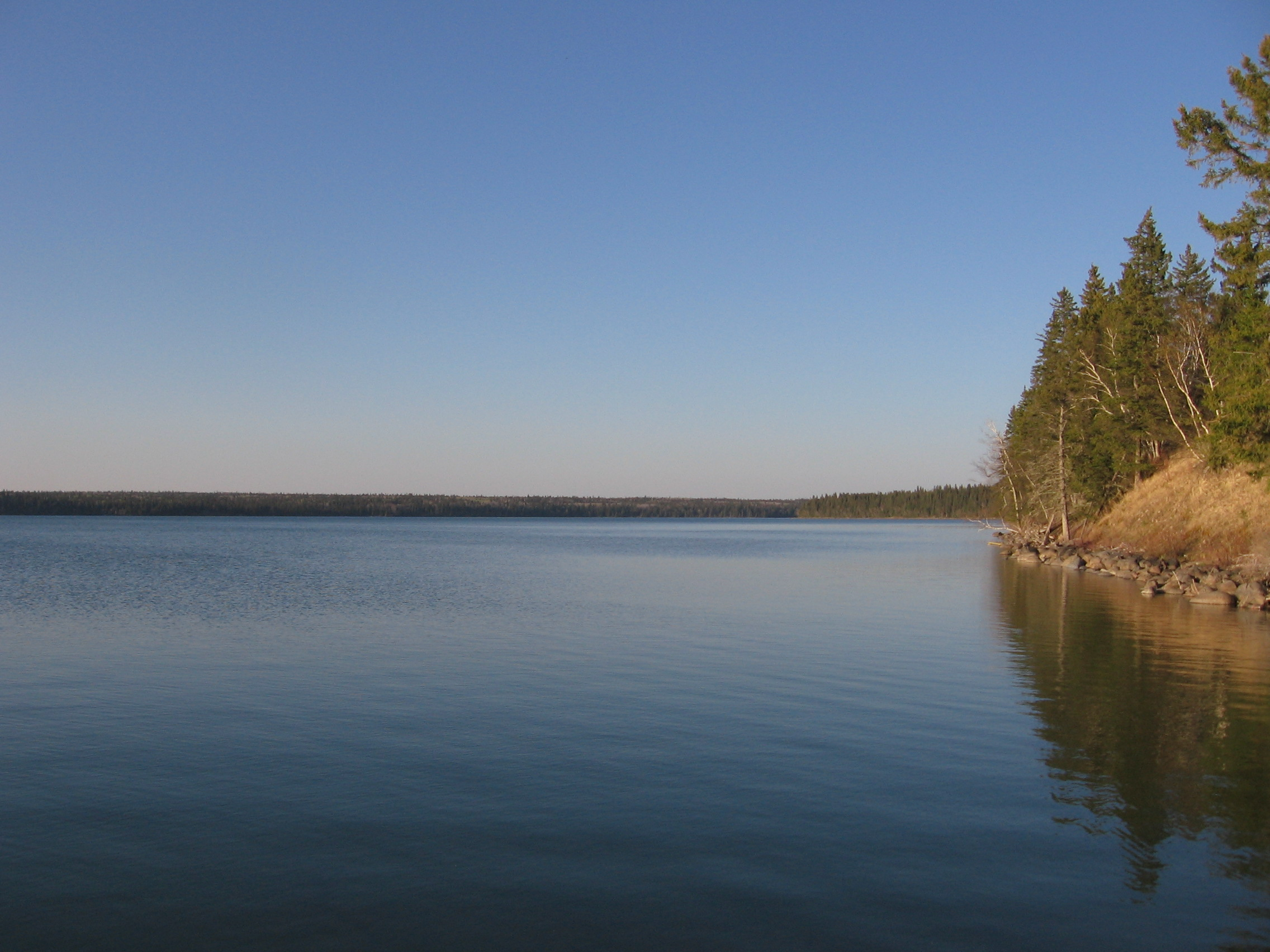
克莱尔湖
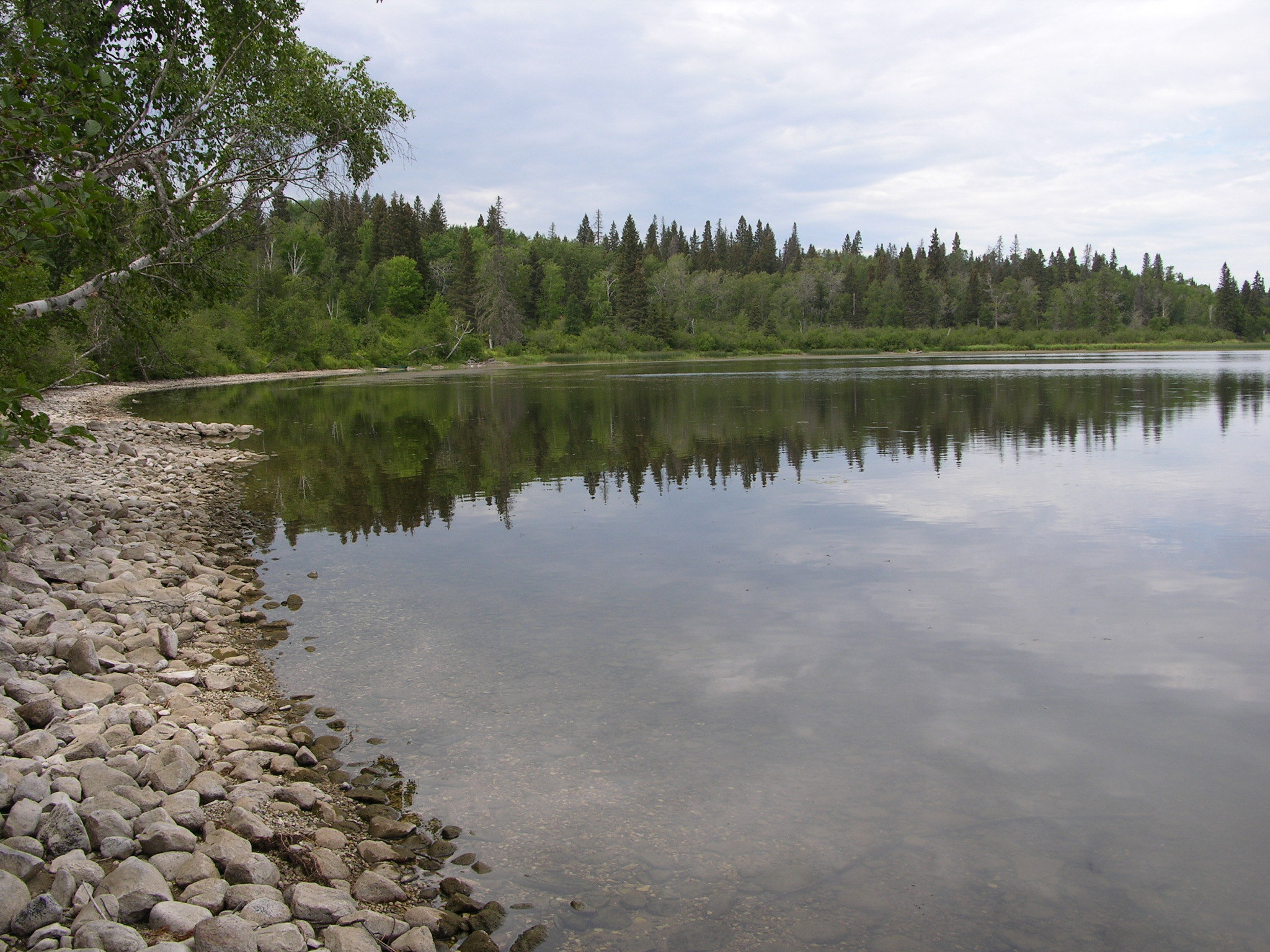
月亮湖
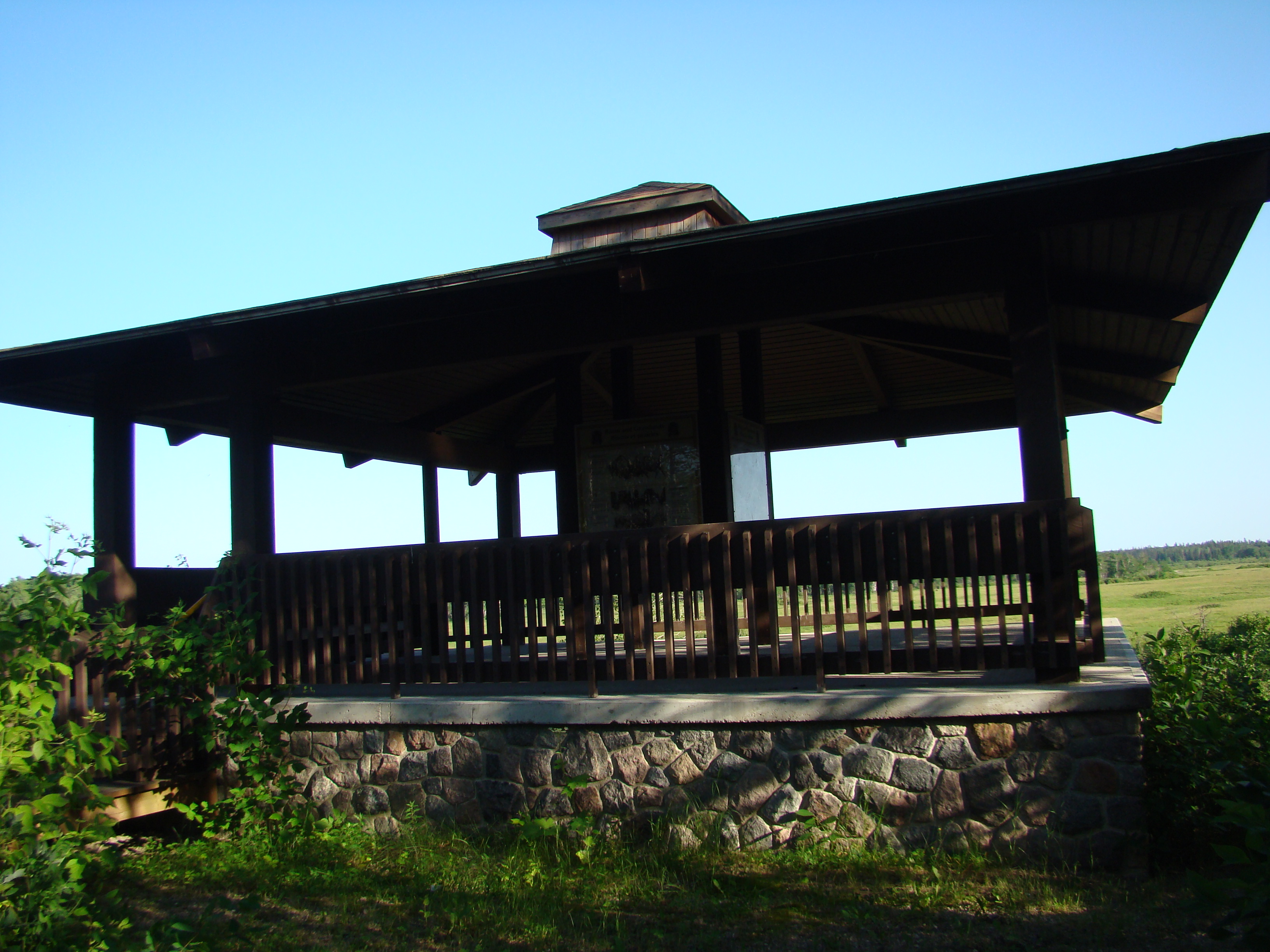
野牛牧场
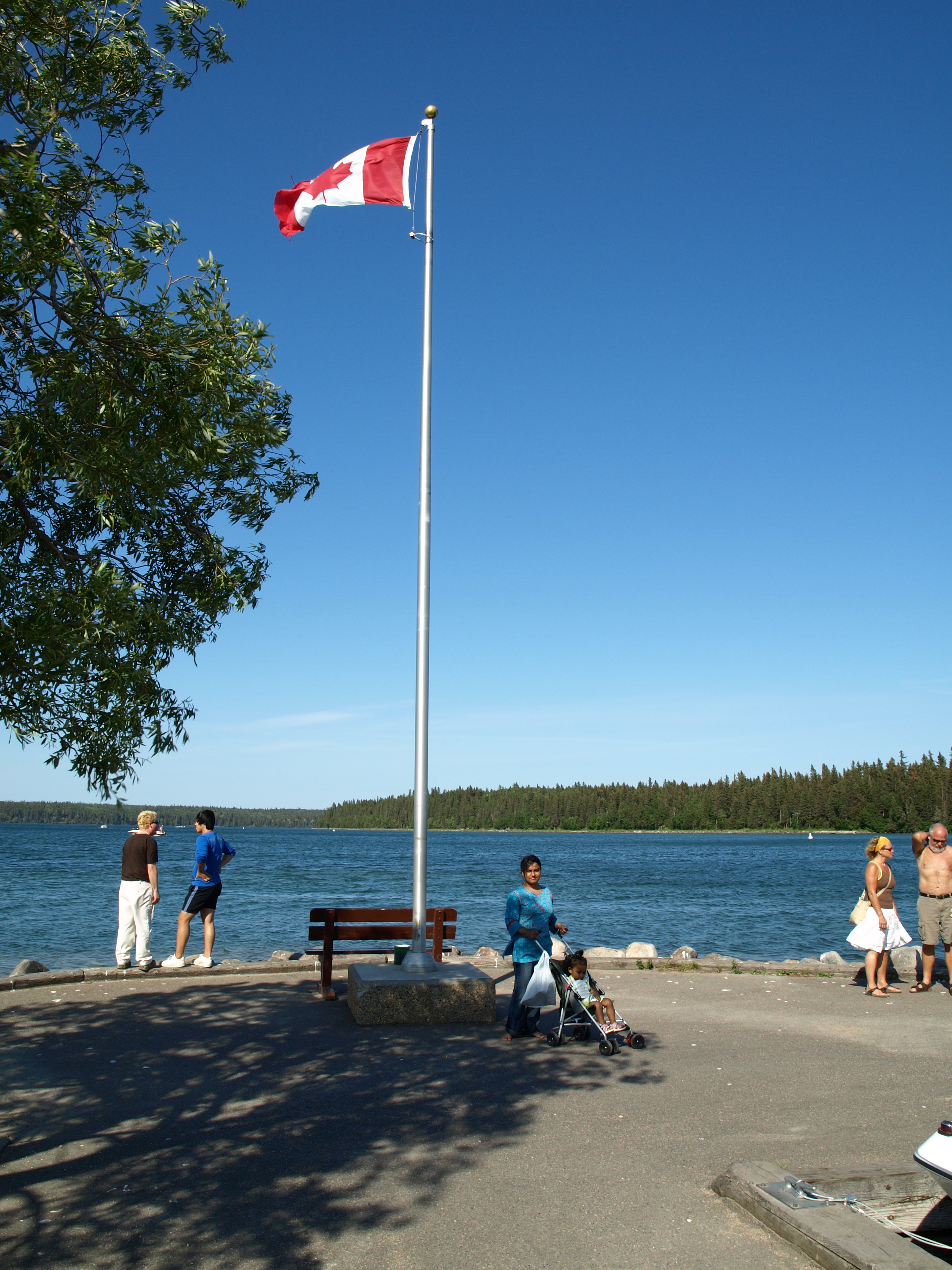
克莱尔湖
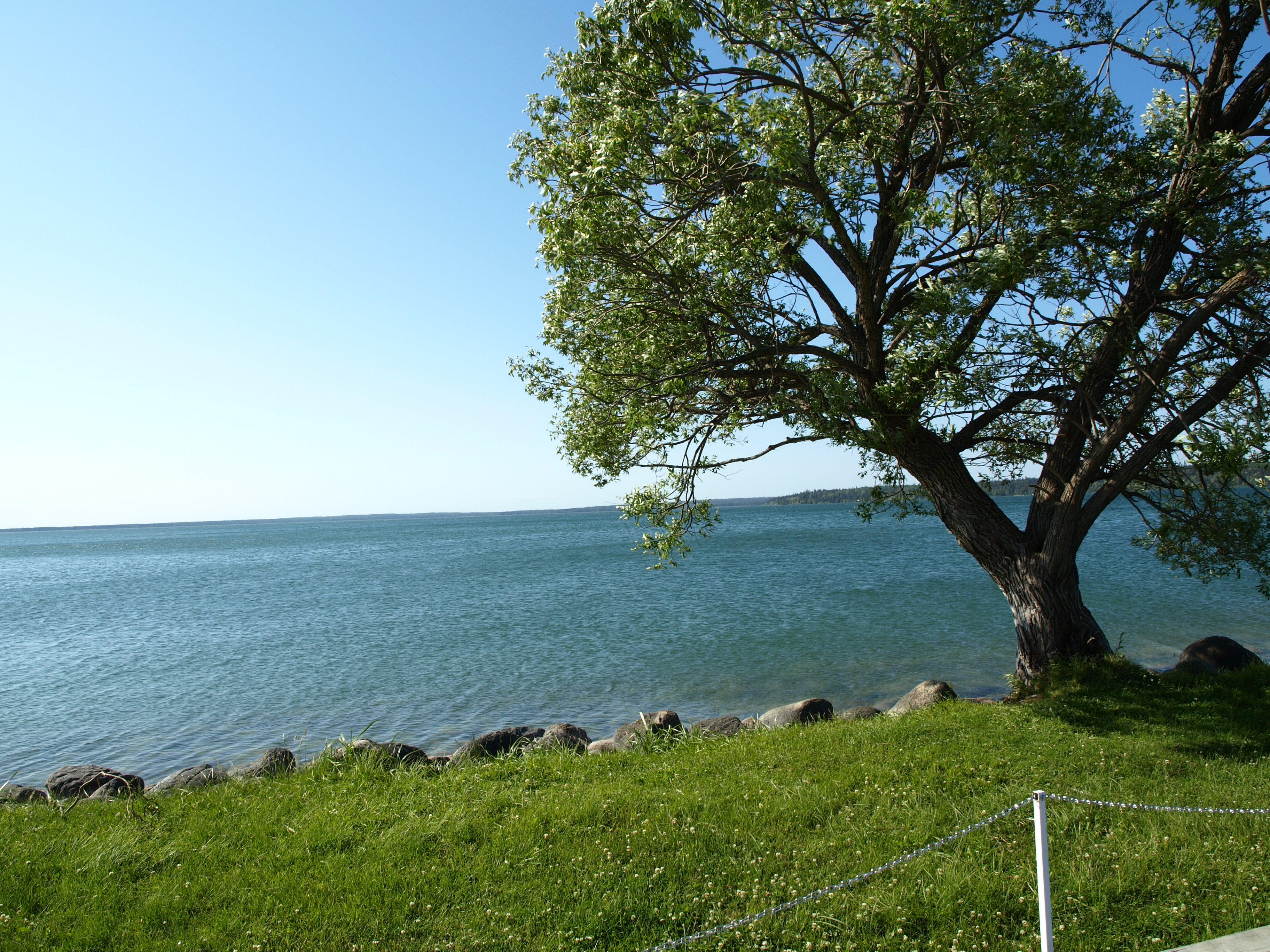
克莱尔湖
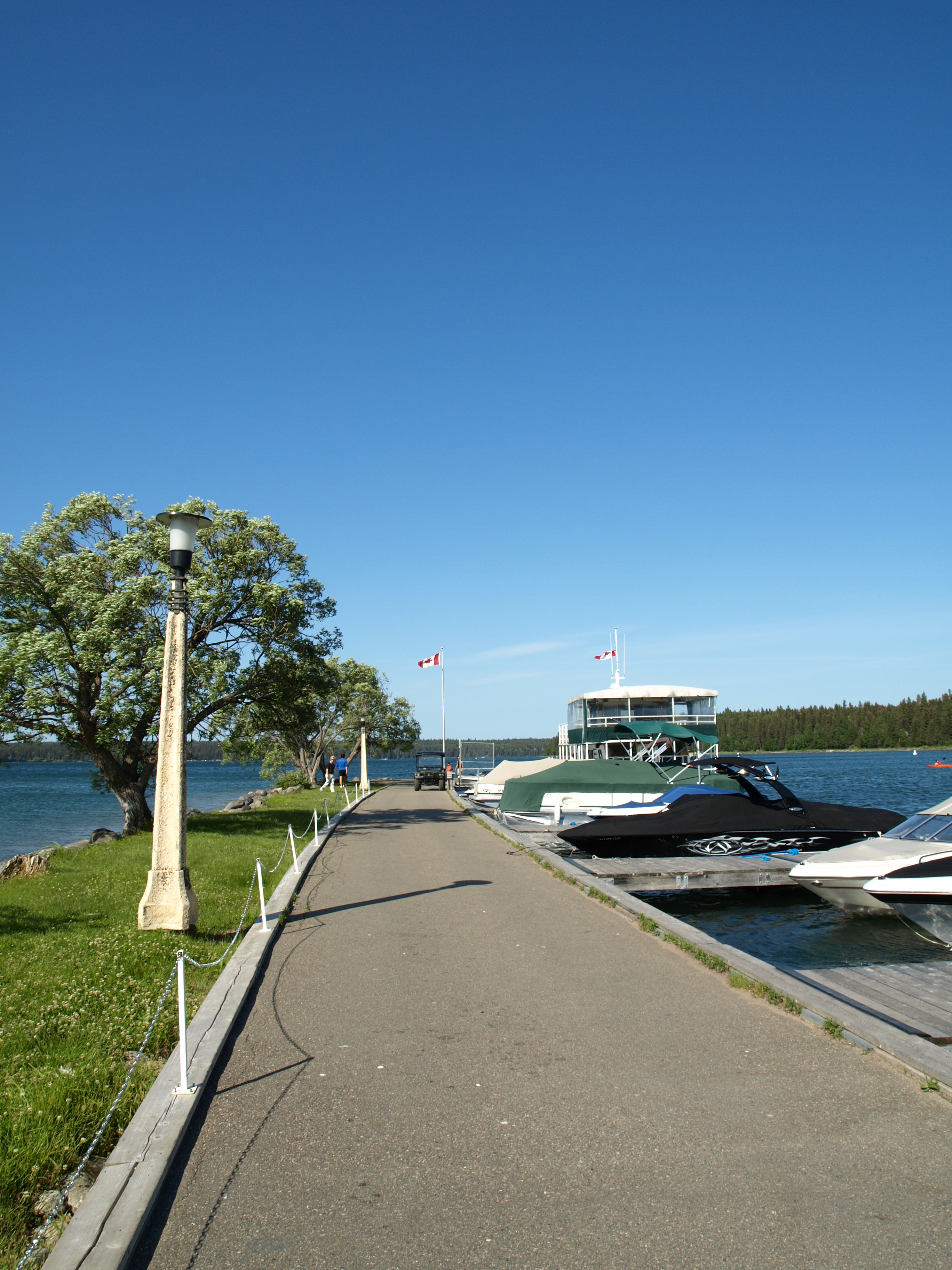
克莱尔湖
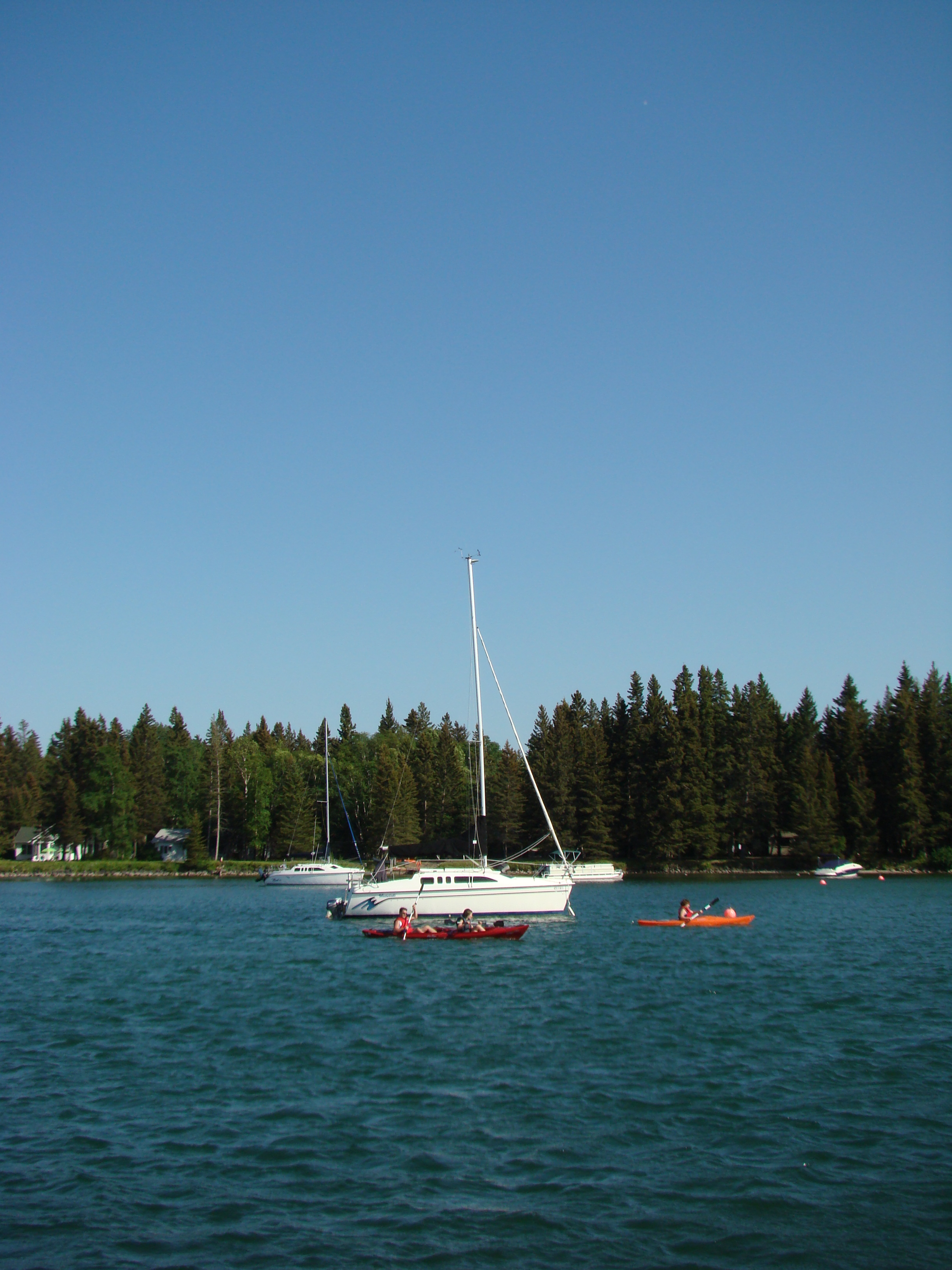
克莱尔湖
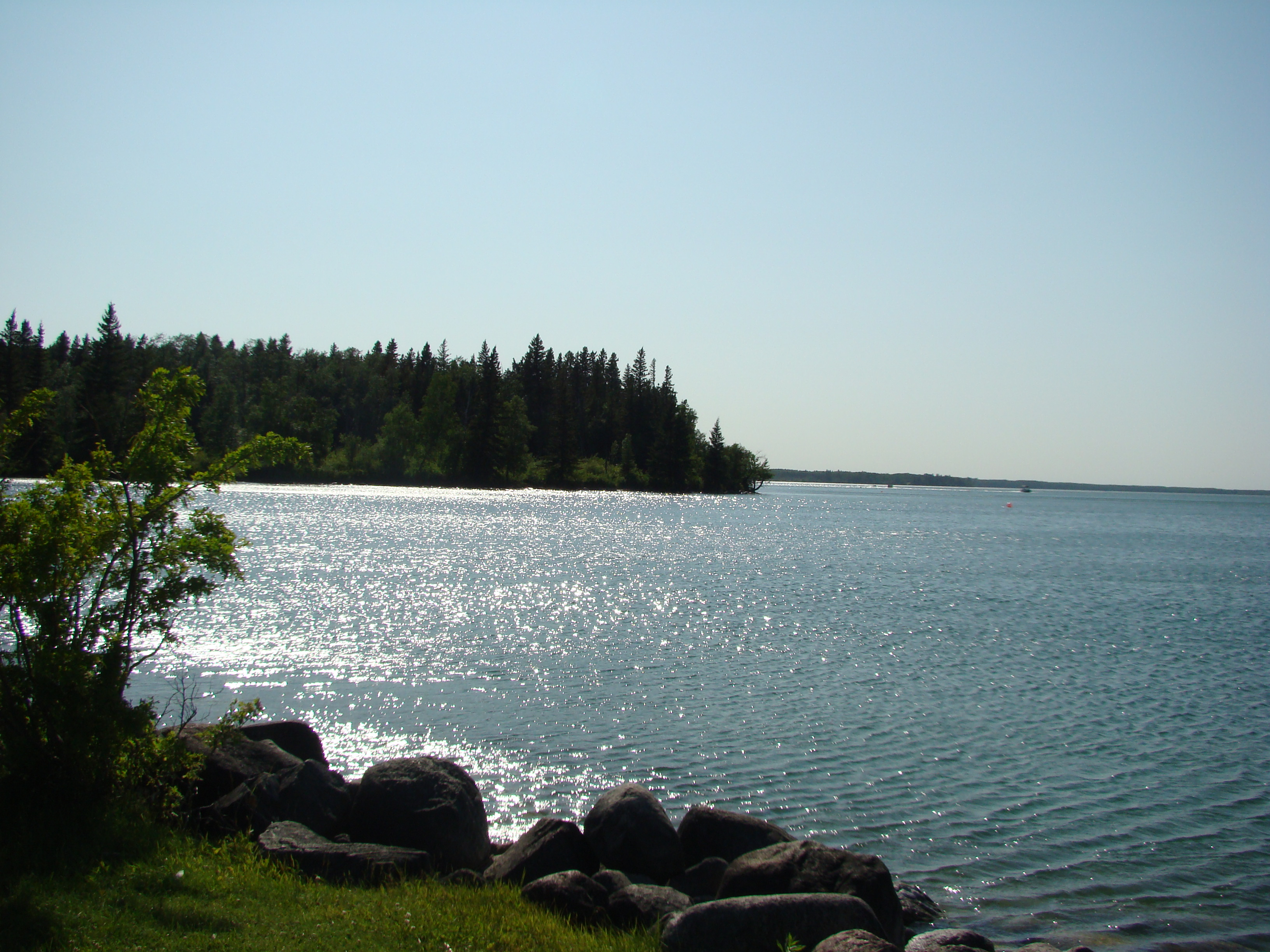
克莱尔湖
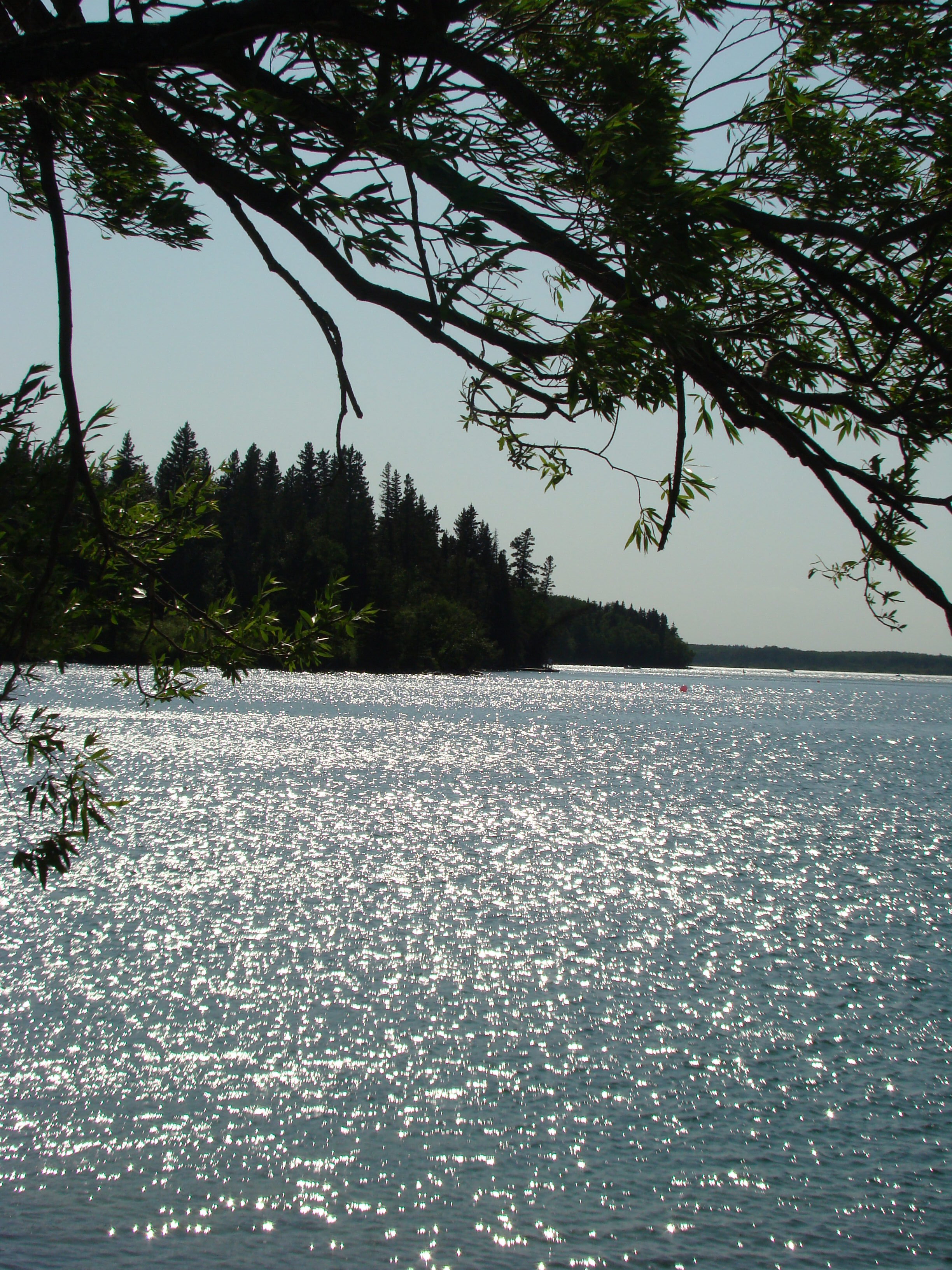
克莱尔湖
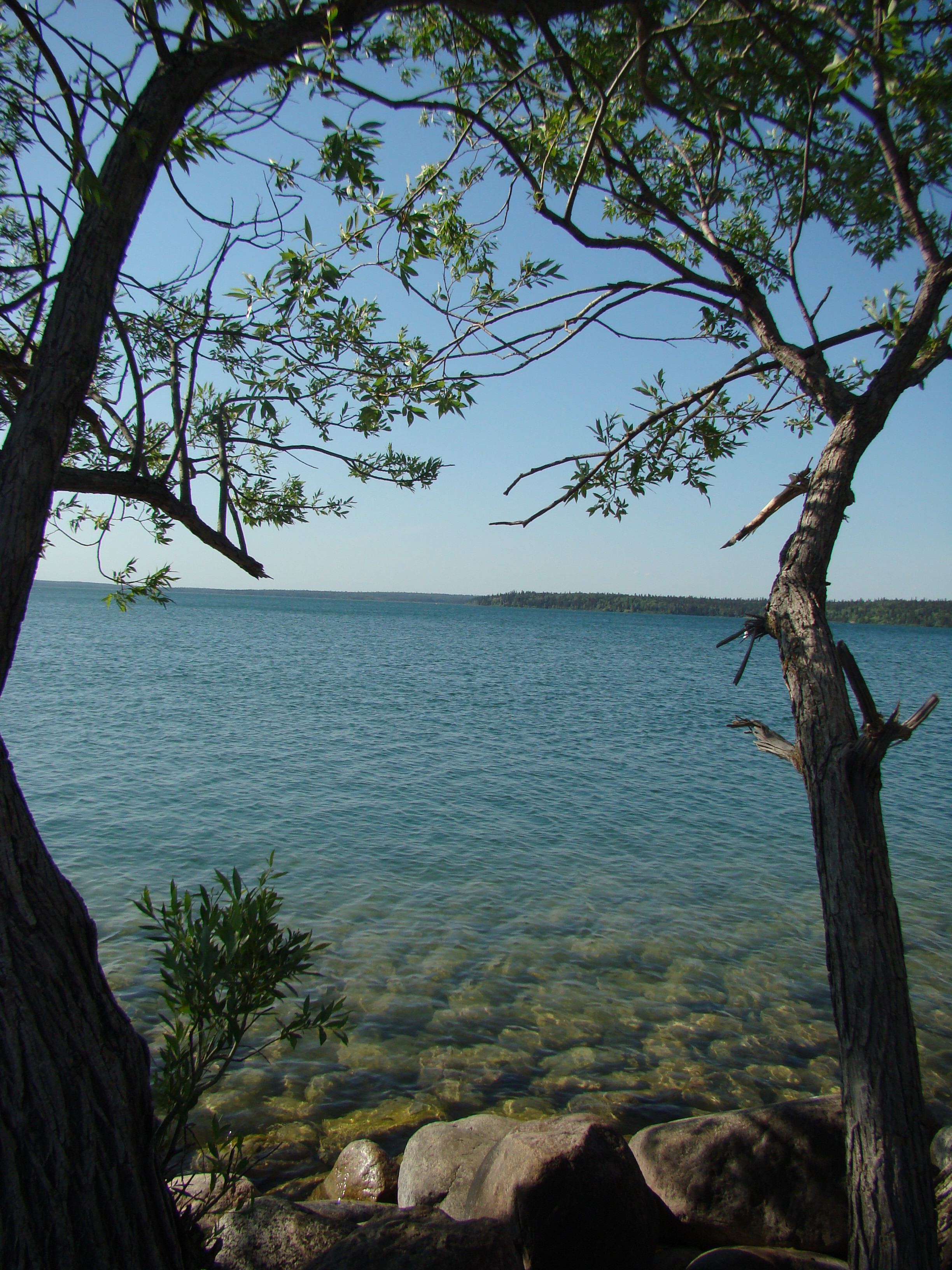
克莱尔湖
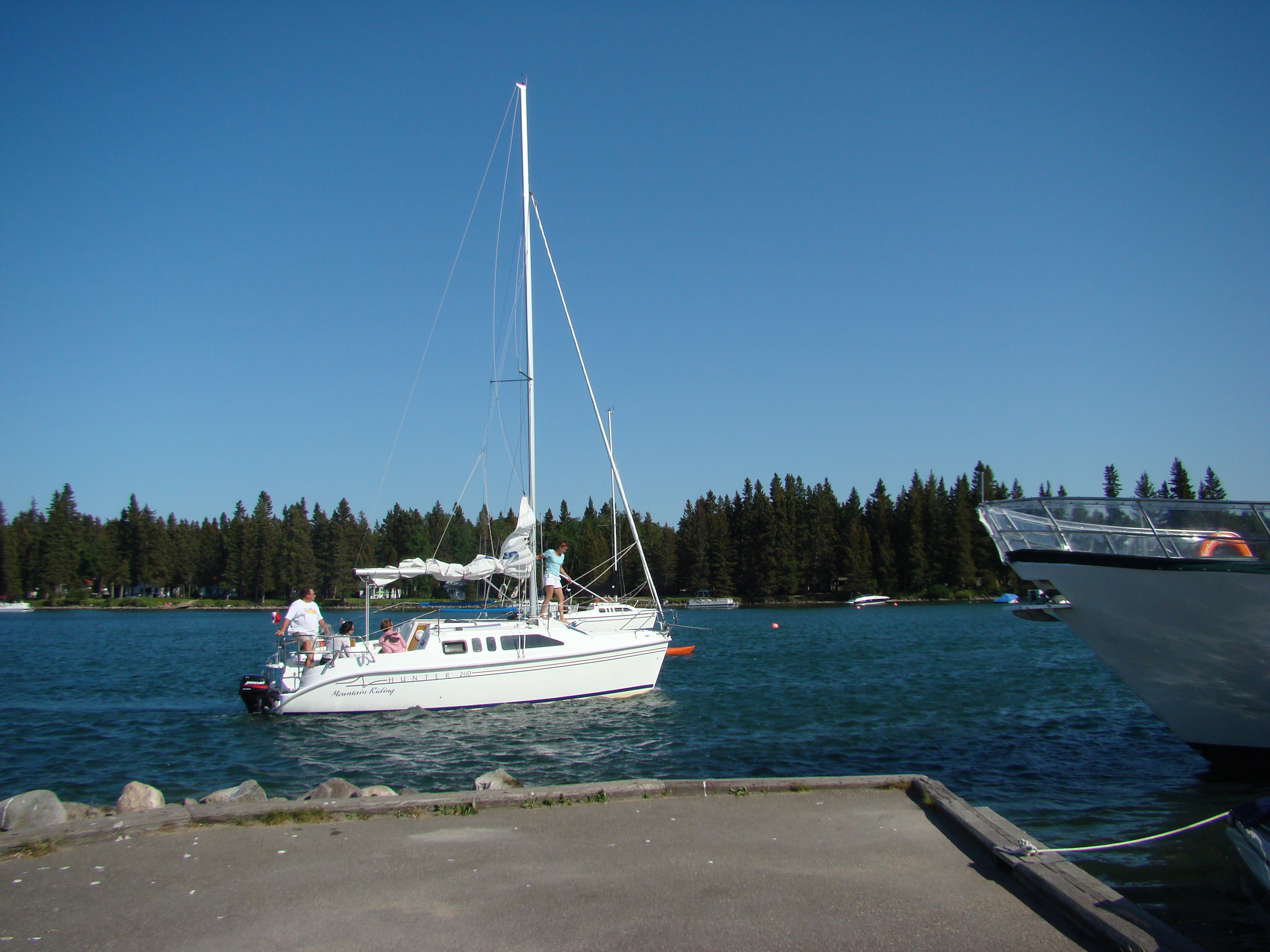
克莱尔湖
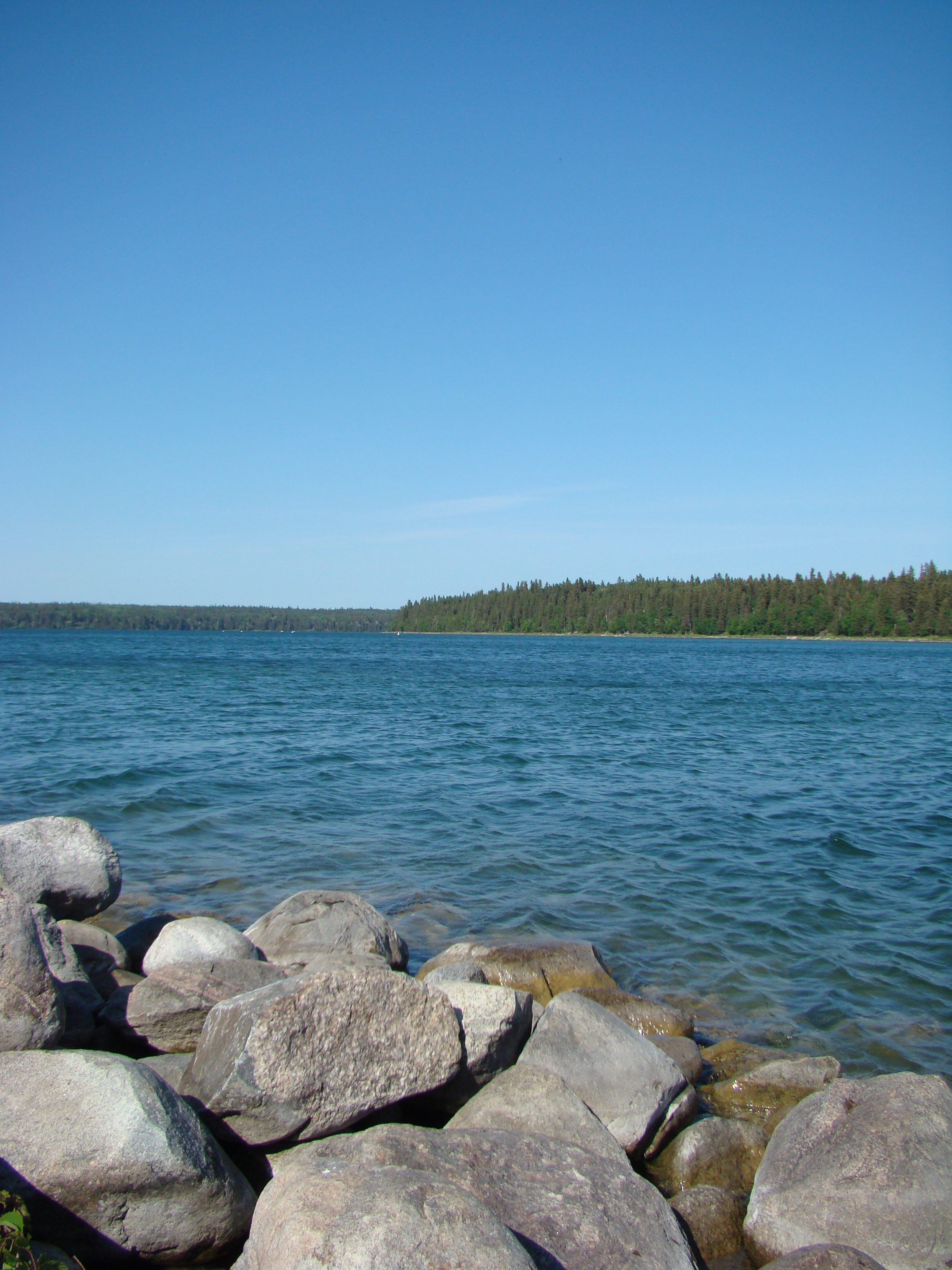
克莱尔湖
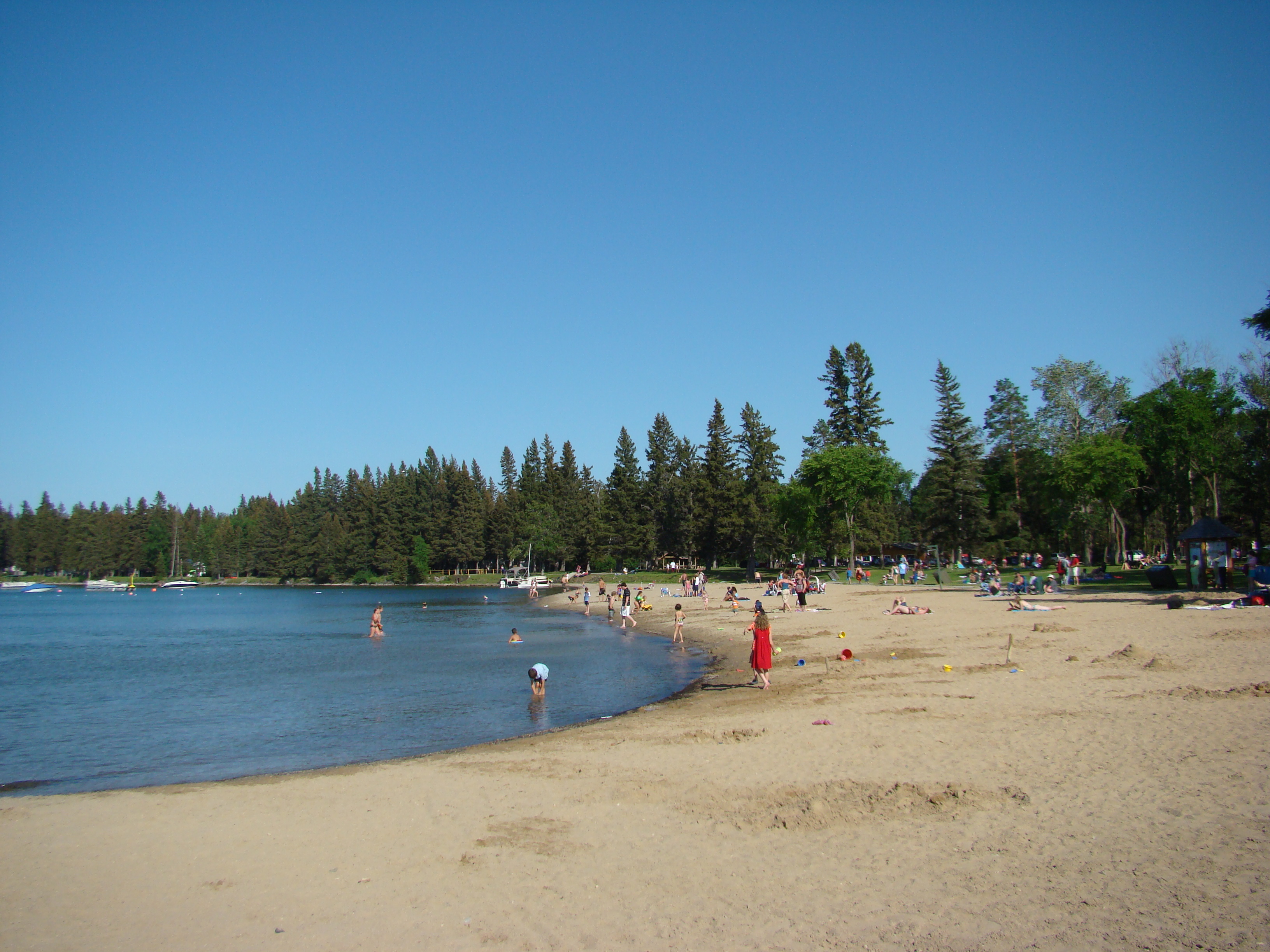
克莱尔湖
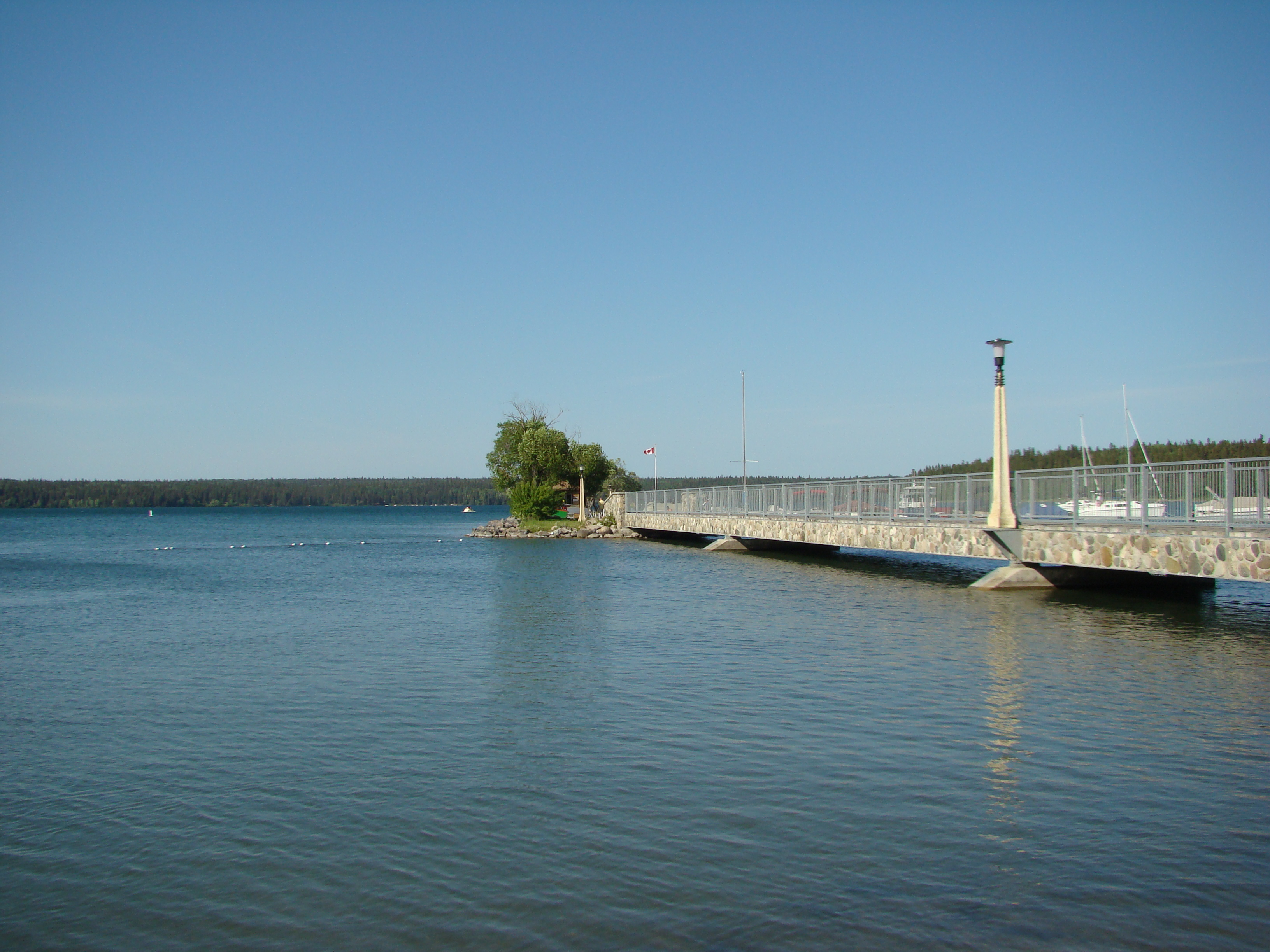
克莱尔湖
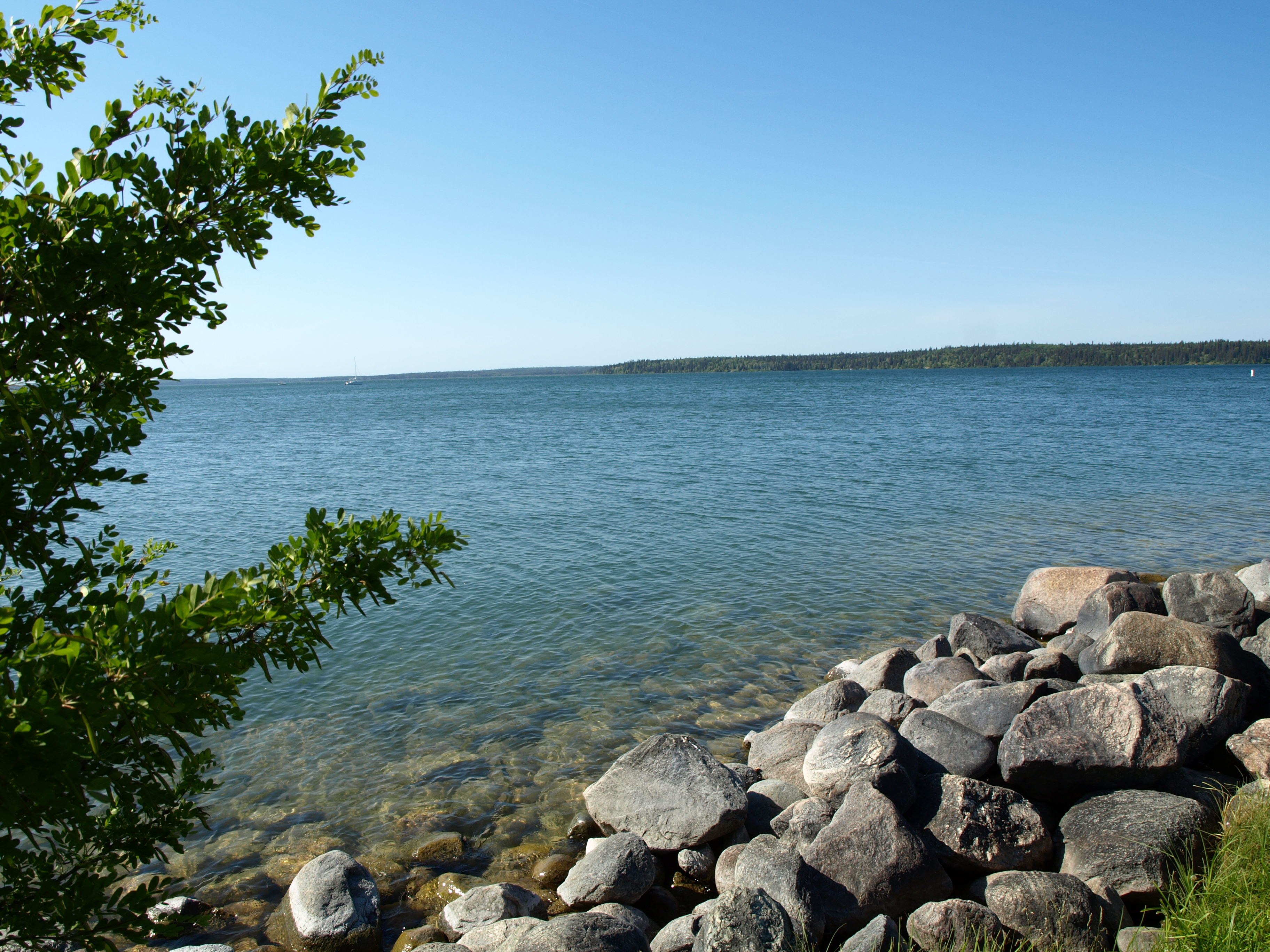
克莱尔湖
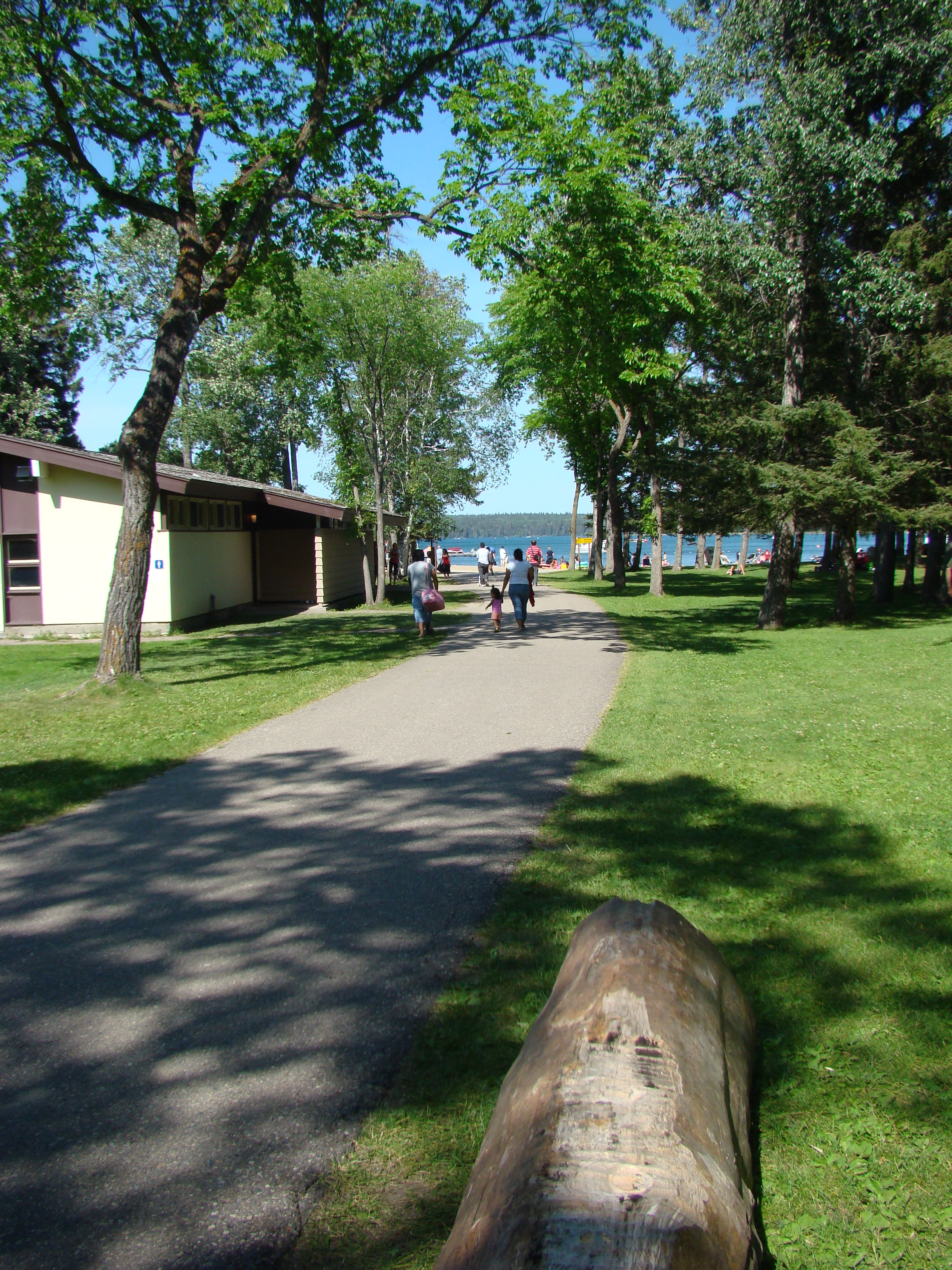
克莱尔湖附近
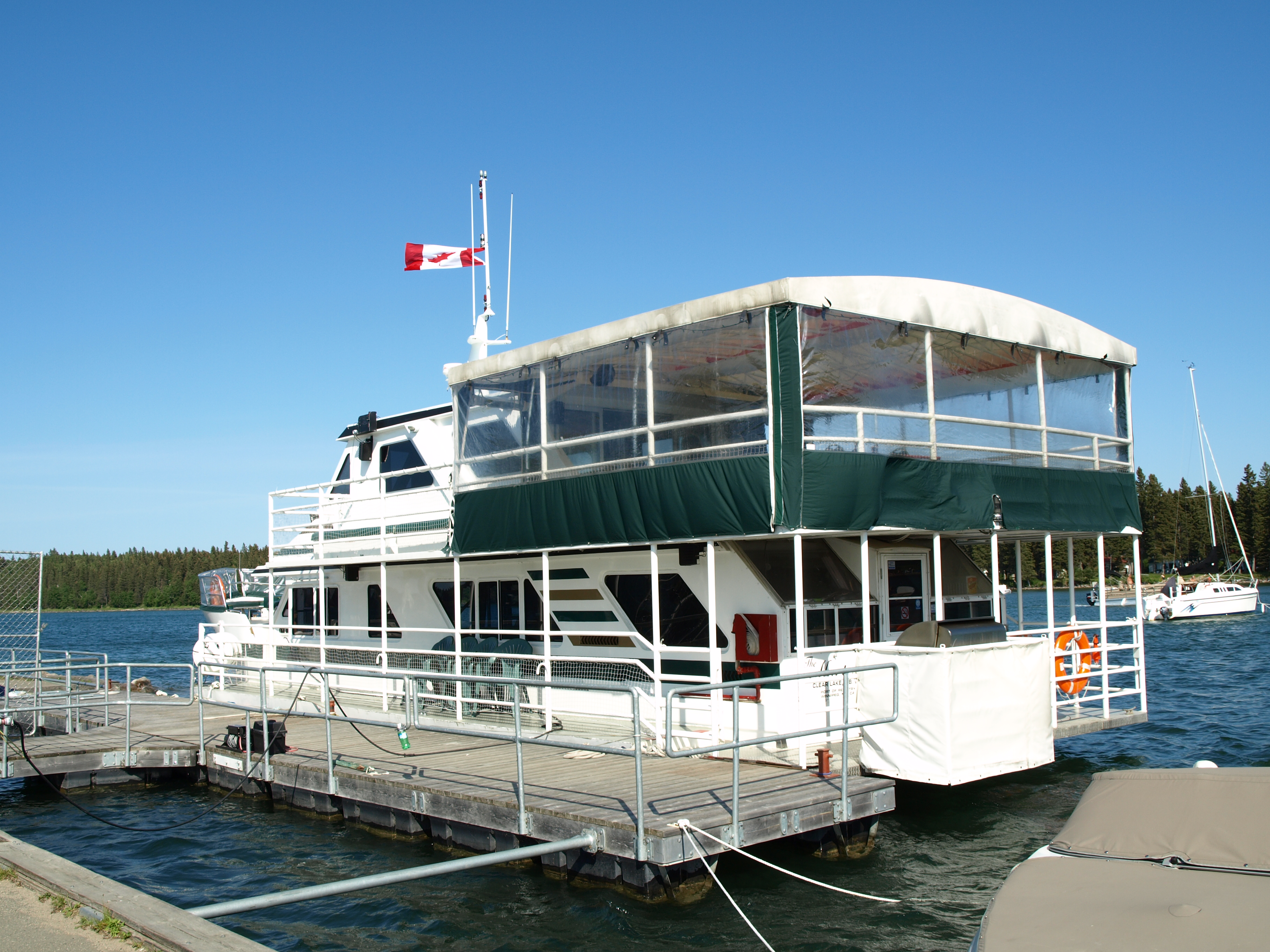
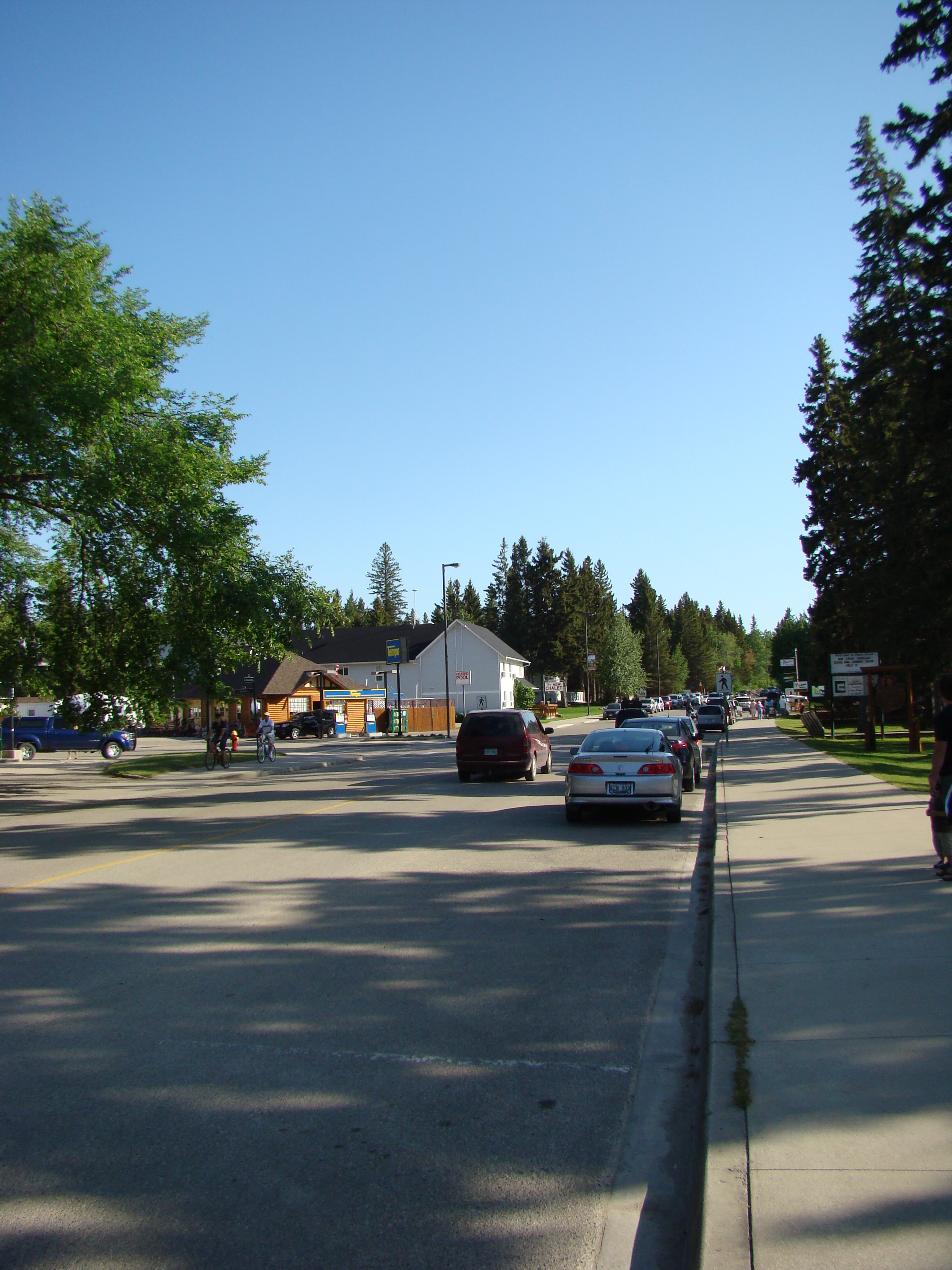

## 延伸阅读
- Parks Canada: Riding Mountain National Park website
- Parks Canada: Riding Mountain National Park Event Site
- Riding Mountain Biosphere Reserve （页面存档备份，存于）
- Riding Mountain Biosphere Reserve (UNESCO site)
- Pemmican.org's - Guide to the Tilson Lake Loop Trail （页面存档备份，存于）
- Pemmican.org's - Guide to the Ochre River Trail （页面存档备份，存于）
- Sparrow's Bakery